# Régi idők focija
A Régi idők focija 1973-ban készült magyar filmszatíra, amely Mándy Iván A pálya szélén című regénye nyomán készült.
A film szállóigévé vált mondata: Kell egy csapat!
2012-ben bekerült a Magyar Művészeti Akadémia tagjai által kiválasztott legjobb 53 magyar alkotás közé.

## Történet
A film Budapesten játszódik, 1924-ben. Minarik Ede, mosodás egyetlen szenvedélye a foci. Arról álmodik, hogy csapata, a Csabagyöngye bejusson az első osztályba a Fősör csapata ellen. Ezért a célért hajlandó lenne feláldozni mindent, amije csak van. De nincsen semmije, még játékosa is alig van. A csapat is csak olyan, mint a kor.
De akkor is „kell egy csapat!”
A film vége egy megtörtént eseményt idéz: a párizsi olimpiáról az Egyiptomtól 3–0-s vereséget elszenvedő válogatottat várják a pályaudvaron.

## Szereplők
- Garas Dezső (Minarik Ede, mosodás)[2]
- Péter Gizi (a felesége)
- Major Tamás (Kerényi úr)
- Esztergályos Cecília (Ila, a bundás nő)
- Temessy Hédi (a cserépkalapos nő)
- Márkus László (Turner Pipi)
- Szabó Ildikó (a lány a kapu mögött)
- F. Nagy Károly (Tokics)
- Sipos Tamás (Brüll)
- Verebes István (végrehajtó)
- Kátay Endre (végrehajtó)
- Szirmai György (végrehajtó)
- Csorbántay Tihamér (edző)

A csapat
- Vogt Károly (Vallay, a kapus)
- Paulik Ferenc (Orbán, jobbhátvéd)
- Kovács Attila (Kelemen, középhátvéd)
- Benkóczy Zoltán (Miatoff, balhátvéd)
- Chapó Ákos (Nagy I., jobbfedezet)
- Chapó Tamás (Nagy II., balfedezet)
- Ferenczi Gábor (Bikácsi, jobbszélső)
- Ács János (Színes, jobbösszekötő)
- Hornyák Béla (Sebestyén, középcsatár)
- Magyarics Miklós (Huttinger, balösszekötő)
- Varga Tamás (Drugics, balszélső)
- Kern András (Kövesi, a tartalék)
- Molnár István (A jövő focistája)

## Díjak
- Magyar filmkritikusok díja (1973)[3]
- Különdíj, Teheráni nemzetközi filmfesztivál (1974)[4]